# Spurius Tarpeius
Spurius Tarpeius was volgens de legende de aanvoerder van de citadel van Rome onder koning Romulus. Zijn dochter Tarpeia pleegde verraad door de citadel over te leveren aan de vaders van de ontvoerde Sabijnse maagden. In ruil vroeg ze alles wat de Sabijnse krijgers om hun linkerarm droegen, naar men aanneemt gouden armbanden en ringen. Omdat ze dit eerloze gedrag verachtten, verpletterden ze haar in de plaats met de schilden die ze om hun linkerarm droegen.